# Prima Lega 1993 (football americano)
La Prima Lega 1993 è stata la 1ª edizione del campionato di football americano di terzo livello, organizzato dalla SAFV.

## Squadre partecipanti
| Club                | Città           | Stadio | Sponsor ufficiale | Risultato nella stagione 1992 |
| ------------------- | --------------- | ------ | ----------------- | ----------------------------- |
| Landquart Broncos   | Igis            |        |                   |                               |
| Monthey Rhinos      | Monthey         |        |                   | Ottavo posto in LNB           |
| Turgovia Lions      | Canton Turgovia |        |                   | Settimo posto in LNB          |
| Wohlen Thunderbirds | Wohlen          |        |                   |                               |

## Stagione regolare

### Calendario

#### 1ª giornata
| 9 maggio 1993 | Turgovia Lions | 38 – 0 | Wohlen Thunderbirds |  |

| 9 maggio 1993 | Monthey Rhinos | 19 – 0 | Landquart Broncos |  |

#### 2ª giornata
| 23 maggio 1993 | Wohlen Thunderbirds | 7 – 42 | Monthey Rhinos |  |

| 23 maggio 1993 | Turgovia Lions | 50 – 6 | Landquart Broncos |  |

#### 3ª giornata
| 6 giugno 1993 | Landquart Broncos | 0 – 20 | Wohlen Thunderbirds |  |

| 6 giugno 1993 | Monthey Rhinos | 0 – 22 | Turgovia Lions |  |

#### 4ª giornata
| 27 giugno 1993 | Turgovia Lions | 20 – 0 | Monthey Rhinos |  |

| 27 giugno 1993 | Wohlen Thunderbirds | 20 – 32 | Landquart Broncos |  |

#### 5ª giornata
| 11 luglio 1993 | Wohlen Thunderbirds | 0 – 20 | Turgovia Lions |  |

| 11 luglio 1993 | Landquart Broncos | 28 – 32 | Monthey Rhinos |  |

#### 6ª giornata
| 18 luglio 1993 | Monthey Rhinos | 31 – 6 | Wohlen Thunderbirds |  |

#### 7ª giornata
| 8 agosto 1993 | Landquart Broncos | 14 – 27 | Turgovia Lions |  |

### Classifica
La classifica della regular season è la seguente:
- PCT = percentuale di vittorie, G = partite giocate, V = partite vinte, P = partite perse, PF = punti fatti, PS = punti subiti
- La squadra vincitrice è indicata in verde

| Pos. | Squadra             | PCT   | G | V | P | PF  | PS  |
| ---- | ------------------- | ----- | - | - | - | --- | --- |
| 1    | Turgovia Lions      | 1.000 | 6 | 6 | 0 | 177 | 20  |
| 2    | Monthey Rhinos      | .667  | 6 | 4 | 2 | 124 | 83  |
| 3    | Landquart Broncos   | .167  | 6 | 1 | 5 | 80  | 168 |
| 4    | Wohlen Thunderbirds | .167  | 6 | 1 | 5 | 53  | 163 |

## Verdetti
- Turgovia Lions Campioni Prima Lega 1993